# Fli4l
fli4l (abbreviazione di flexible internet router for linux; precedentemente: floppy isdn for linux) è una distribuzione Linux, sviluppata da un gruppo di sviluppatori tedeschi dal 2000. Il compito principale del progetto è fornire un piccolo sistema Linux che trasforma praticamente ogni macchina in un router. La distribuzione può essere eseguita da un floppy disk ed è stata creata con l'obiettivo di semplificare la configurazione del computer e offrire supporto per hardware più datato.
fli4l può instradare tra Ethernet e ISDN, DSL o UMTS, o semplicemente tra reti Ethernet.

## Caratteristiche e requisiti
fli4l si basa sul kernel Linux. Poiché la documentazione è molto estesa, non è richiesta alcuna conoscenza di Linux, ma è necessaria una conoscenza di base della tecnologia di rete.
I requisiti hardware per fli4l sono bassi, un Intel Pentium con supporto MMX e 64 MiB di RAM e (a seconda della configurazione) uno o due schede di interfaccia di rete sono sufficienti. Non è richiesto un disco rigido, ma può comunque essere utilizzato.
Le versioni più recenti di fli4l consentono anche la creazione di un'installazione funzionante su una scheda CF in un lettore di schede, che può poi essere utilizzata tramite un adattatore CF in uno slot IDE. È inoltre supportata la generazione di un'immagine ISO per l'esecuzione da un CD-ROM così come da DOC/DOM per i sistemi embedded.
fli4l può essere configurato su sistemi Linux, Unix e Windows utilizzando solo file di testo.
Inoltre, fli4l offre la possibilità di crittografare le connessioni su Internet o tramite WLAN utilizzando OpenVPN o PPTP (Poptop).

## Versioni
Ci sono due rami di sviluppo per fli4l, una versione stabile e una versione di sviluppo.
La versione stabile attuale si basa su un kernel Linux 3.16 e supporta la virtualizzazione mediante Xen e KVM. USB e WLAN sono supportati in gran parte, così come l'hardware embedded attuale come APU, ALIX, Soekris e la serie EPIA.
La versione di sviluppo 4.0 fornisce anche un kernel Linux 4.1. Inoltre, implementa uno strato di gestione e configurazione nuovo per le connessioni (chiamate circuiti) progettato da zero. Consente di utilizzare più collegamenti WAN in parallelo (ad esempio tramite DSL, ISDN o UMTS).

## Pacchetti opzionali
fli4l è un sistema modulare che utilizza cosiddetti pacchetti OPT. Per creare una configurazione individuale, vengono scaricati e scompattati solo i pacchetti software necessari per le opzioni desiderate nella struttura delle directory. Per ampliare la funzionalità di base, è disponibile una vasta gamma di applicazioni nel cosiddetto database OPT; ad esempio, i pacchetti opzionali possono essere utilizzati per monitorare il traffico o per far funzionare un fli4l come server di stampa. Questo processo consente facilmente lo sviluppo di soluzioni personalizzate che possono essere messe a disposizione di altri utenti tramite il database OPT.

## Controllo dei dispositivi
Un router fli4l può essere controllato e monitorato tramite un'interfaccia basata su browser. Inoltre, il programma imonc (client di monitoraggio ISDN) è disponibile per Windows e Linux (GTK). imonc consente un controllo esteso e l'aggiornamento del software del router tramite controllo remoto.